# Ludwig Buisson
Ludwig Buisson (* 12. Juni 1918 in Karlsruhe; † 17. Juli 1992) war ein deutscher Historiker.

## Leben
Ludwig Buisson studierte Geschichte und promovierte 1951 bei Gerd Tellenbach an der Universität Freiburg im Breisgau. 1957 wurde er ebenda habilitiert und zum Privatdozenten an den Universitäten Freiburg im Breisgau und Marburg ernannt. 1961 wurde er ordentlicher Professor für Geschichte des Mittelalters an der Universität Saarbrücken. Von 1967 bis 1985 war er ordentlicher Professor für Mittlere und Neuere Geschichte an der Universität Hamburg. In Hamburg war er der Nachfolger von Otto Brunner, der 1966 emeritiert wurde, aber noch ein Jahr lehrte. Nach dem Tod von Paul Johansen gab es dort noch eine weitere Parallelprofessur für mittelalterliche Geschichte, die Rolf Sprandel und danach Gerhard Theuerkauf innehatten. Nachfolger von Buisson wurde 1993 Hans-Werner Goetz.
Nach Gerhard Theuerkauf vertrat Buisson die „Geschichte des Mittelalters in großer zeitlicher und räumlicher Weite“ von der Spätantike bis zum 16. Jahrhundert, er untersuchte „Ideen, Recht und Verfassung des Mittelalters... kenntnisreich und quellennah, eindringlich und subtil“ und stellte „wichtige Zusammenhänge der europäischen Geschichte des Mittelalters“ dar. Nach Eckart Krause war er in vielem noch Vertreter der alten Ordinarienuniversität, setzte sich aber in zahlreichen Bereichen für die Reformuniversität Hamburger Prägung ein und engagierte sich besonders für die Partnerschaft mit der Universität Bordeaux.
Ludwig Buisson war mit der Historikerin Inge Buisson, geb. Wolff, verheiratet.

## Schriften (Auswahl)
- König Ludwig IX., der Heilige, und das Recht. Studie zur Gestaltung der Lebensordnung Frankreichs im hohen Mittelalter. Herder, Freiburg im Breisgau 1954 (zugleich: Dissertation).
- Potestas und Caritas. Die päpstliche Gewalt im Spätmittelalter (= Forschungen zur kirchlichen Rechtsgeschichte und zum Kirchenrecht. Band 2). Böhlau, Köln/Graz 1958 (zugleich: Habilitationsschrift).
- Der Bildstein Ardre VIII auf Gotland. Göttermythen, Heldensagen und Jenseitsglaube der Germanen im 8. Jahrhundert n. Chr. (= Abhandlungen der Akademie der Wissenschaften in Göttingen, Philologisch-Historische Klasse. Nr. 102). Vandenhoeck & Ruprecht, Göttingen 1976, ISBN 3-525-82381-9.
- Günter Moltmann, Gerhard Theuerkauf (Hrsg.): Lebendiges Mittelalter. Aufsätze zur Geschichte des Kirchenrechts und der Normannen. Festgabe zum 70. Geburtstag von Ludwig Buisson. Böhlau, Köln/Wien 1988, ISBN 3-412-00588-6.